# Bungo (provincia)

Mappa delle province giapponesi con la provincia di Bungo evidenziata

Bungo (giapponese: 豊後国; Bungo no kuni) fu una provincia del Giappone situata nel Kyūshū orientale. Confinava con le province di Buzen, Hyuga, Higo, Chikugo e Chikuzen; il suo territorio corrisponde alla prefettura di Ōita.

## Storia
Alla fine del VII secolo Toyo no Kuni o Toyo Kuni (豊国) venne divisa in Buzen, letteralmente "il fronte di Toyo" e Bungo, letteralmente "il retro di Toyo". Fino al periodo Heian, Bungo venne letto come Toyokuni no Michi no Shiri. 
Si ritiene che la capitale di Bungo fosse situata nel Kokokufu (古国府, letteralmente "vecchia capitale"), una sezione della città Ōita ma non sono stati ritrovati resti.
L'onore di santuario shintoista più sacro della provincia di Bungo, (豊前一宮, Buzen ichinomiya) venne dato al santuario di Usa, detto Usa hachimangu o Usa jingu nel distretto di Usa (oggigiorno Usa). Il santuario di Usa non solo era un'autorità religiosa ma aveva anche un'influenza politica sul governo locale, anche se questa si ridusse durante fino al periodo Sengoku.
Durante il periodo Sengoku a metà del XVI secolo, Bungo fu una roccaforte del clan Ōtomo. Il clan Ōuchi nella regione occidentale del Chugoku era influenzato dalla politica di Buzen. A metà di questo periodo entrambi questi clan persero potere. Dopo la conquista del potere di Toyotomi Hideyoshi questi diede dal 1587 i 120.000 koku della provincia di Buzen a Kuroda Yoshitaka, che si insediò in Kokura (oggigiorno parte di Kitakyūshū) e vi costruì il suo castello. Altre parti della provincia vennero date ad altri daimyō.